# Кенні Бейкер
Кенні Бейкер (англ. Kenny Baker; нар. 24 серпня 1934, Бірмінгем, Англія — 13 серпня 2016, Манчестер) — британський актор, відомий за виконанням ролі ремонтного дроїда R2-D2 у серії фільмів «Зоряні війни». Зріст актора — 112 см.

## Фільмографія
- 1960 — Цирк жахів
- 1977 — Зоряні війни: Нова надія
- 1980 — Зоряні війни: Імперія завдає удару у відповідь
- 1980 — Людина-слон
- 1980 — Флеш Гордон
- 1980 — Бандити часу
- 1983 — Зоряні війни: Повернення джедая
- 1984 — Амадей
- 1986 — Мона Ліза
- 1988 — Віллоу
- 1999 — Зоряні війни: Прихована загроза
- 2002 — Зоряні війни: Атака клонів
- 2005 — Зоряні війни: Помста ситхів
- 2015 — Зоряні війни: Пробудження Сили